# Dr. C and the Women
Dr. C and the Women («Доктор К. и Женщины») — тринадцатая серия тринадцатого сезона мультсериала «Гриффины». Премьерный показ состоялся 15 марта 2015 года на канале FOX.

## Сюжет
Питер, Джо, Гленн и Кливленд выпивают в баре. Внезапно между Джо и Куагмиром возникает спор по поводу того, какой океан лучше: Тихий или Атлантический. Дело уже почти доходит до драки, но в ссору вмешивается Кливленд, который говорит, что оба эти океана чрезвычайно красивы и вовсе не обязательно ссориться из-за таких пустяков. Питер отмечает, что у Кливленда прирождённый дар психолога и предлагает ему открыть собственную частную клинику.
Теперь у Кливленда появилась работа: клиентов много. Тем временем дома Питер ссорится с Лоис и советует своей жене обратиться к новоиспеченному врачу-психологу Брауну. Однако после беседы с Лоис Кливленд сообщает Питеру, что причиной ссор в его семье становится он сам, и рекомендует паре проводить как можно больше времени вместе. Гриффину совсем не по нраву, что отныне ему приходится больше проводить времени со своей женой, в баре друзьям он говорит, что благодаря Кливленду его брак рушится. Тогда он решает припугнуть Брауна: рассказать Донне, его жене, о том, как он переспал с танцовщицей стриптиза на мальчишнике. Кливленд, узнав о намерениях Питера, в страхе убегает из бара.
Гленн помог Мег устроиться в службу безопасности в аэропорту. Работа ладится: более того, на фоне прочих сотрудников, толстых и некрасивых, Мег становится весьма популярна: многие мечтают о свидании с ней. Наконец, начинает налаживаться личная жизнь: совсем скоро свидание с Ларри, старшим сотрудником службы безопасности. В планы Мег вмешивается Марла, влюбленная в Ларри. Она избивает новую сотрудницу аэропорта, а затем подставляет её, подкинув в её шкафчик лотки для личных вещей. Ларри увольняет Мег, хотя и признается ей в симпатии.
Лоис требует, чтобы Питер нашёл Кливленда. Найти его оказалось не так уж и сложно: все это время он прятался в своем заброшенном кафе-бистро. Питер извиняется перед другом, говорит, что никогда бы не предал своего четвёртого лучшего друга, после Брайана. Уже дома Питер просит Мег рассказать о том, как прошла её неделя. Только она начинает свой рассказ, Питер прерывает её, как всегда, и поет заключительную песню сериала.

## Рейтинги
- Рейтинг эпизода составил 1.7 среди возрастной группы 18-49 лет.
- Серию посмотрело порядка 3.45 миллиона человек.
- Серия стала третьей по просматриваемости в тот вечер Animation Domination на канале FOX, уступив сериалу «Последний человек на Земле» и «Симпсонам»[1].

## Критика
Катрина Тулок из журнала Entertainment Weekly высоко оценила сюжетную линию с Мег, которая совсем отсутствовала вот уже на протяжении последних двух эпизодов. Она также отметила, что лучшей шуткой стало оскорбление Питером Джо, ведь гриффин всегда думал, что полицейский — это не профессия. Лучшей вставкой Катрина назвала полицейского на сегвее. Однако, шутка про стейк-хаус ей показалась плагиатом рекламы одной из популярных сетей питания в Америке.